# 데이비드 콜사드

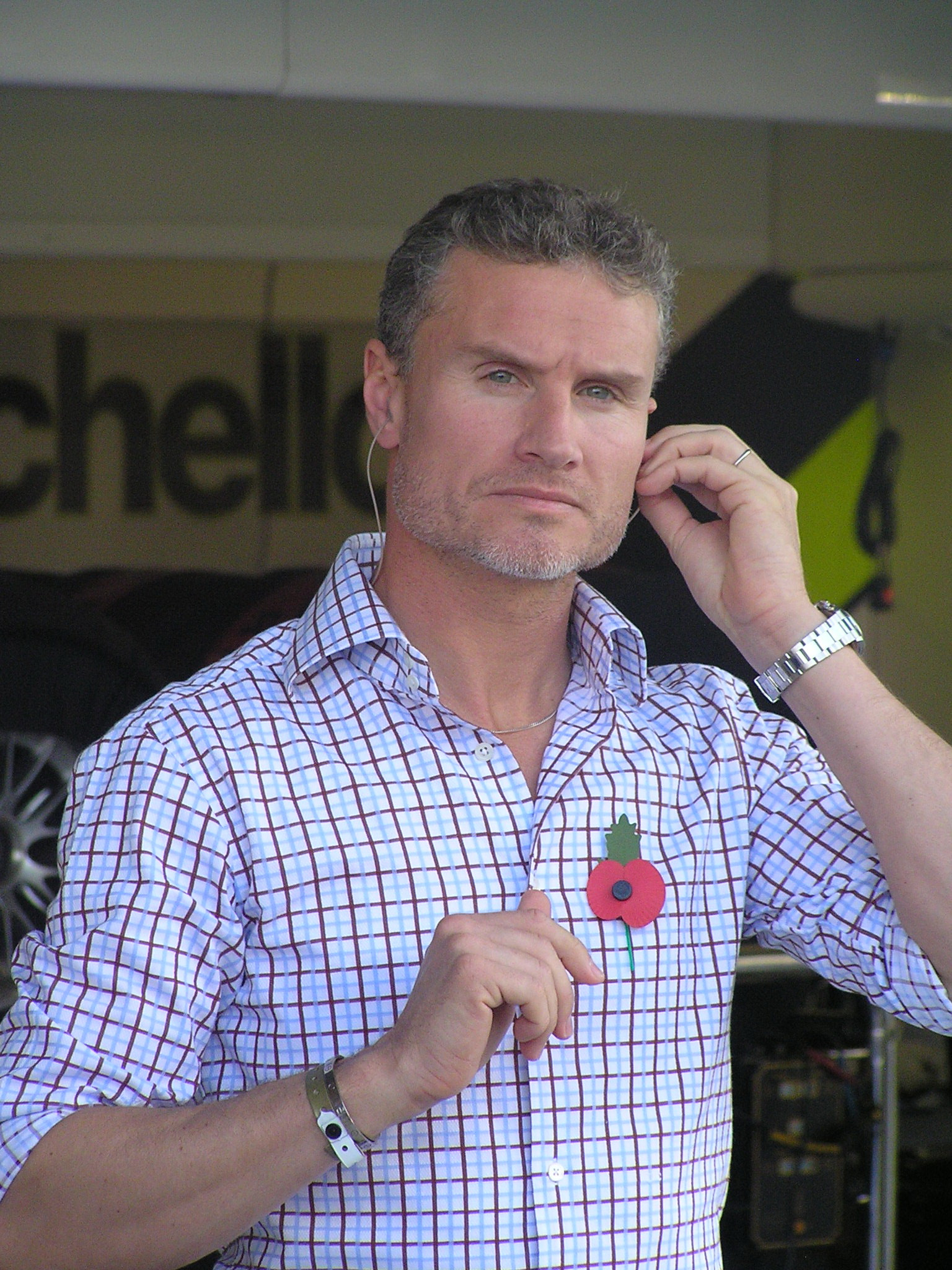
데이비드 콜사드 (2009년)

데이비드 마셜 콜사드(영어: David Marshall Coulthard, MBE, 1971년 3월 27일 ~ )는 영국 스코틀랜드의 포뮬러 원 레이싱 선수이다. 별칭으로 간단히 줄여서 'DC'라고도 불린다.
콜사드는 현재 BBC F1 TV의 해설자를 맡고 있다.

## 서훈
- 2010년 대영 제국 훈장 5등급(MBE) 수훈[1]